# Aegiochus kanohi
Aegiochus kanohi är en kräftdjursart som beskrevs av Bruce 2009. Aegiochus kanohi ingår i släktet Aegiochus och familjen Aegidae. Inga underarter finns listade i Catalogue of Life.